# Amphicnemis ecornuta
Amphicnemis ecornuta – gatunek ważki z rodziny łątkowatych (Coenagrionidae).